# Claire Faget
Pour les articles homonymes, voir Irène.
Claire Faget, dite Louise ou Irène, de son vrai nom Klara Feigenbaum, née le 16 janvier 1920 à Rădăuți et morte le 28 janvier 2017 à Vanves, est une militante trotskiste franco-roumaine.
Avec David Korner, elle participe aux débuts du groupe Barta en 1939 où elle joue un rôle important jusqu'en 1950. Elle épaule ensuite Pierre Bois et Robert Barcia en 1956 dans la création de l'organisation politique Voix ouvrière qui est à l'origine de Lutte ouvrière.

## Biographie
Klara Feigenbaum naît le 16 janvier 1920 à Rădăuți en Roumanie. D'origine juive, elle est la fille d'un militant socialiste autrichien. Proche du Parti communiste roumain dans son adolescence, elle s'en éloigne en août 1936 à la suite du premier des procès de Moscou.
Enthousiasmée par révolution sociale espagnole de 1936, elle décide de quitter la Roumanie avec son compagnon David Korner, alias Barta, et deux autres militants roumains dans le but de prendre part au mouvement espagnol. Au cours de leur voyage, ils s'arrêtent en France et décident finalement de s'y installer,. Avec Barta, elle rejoint alors le Parti ouvrier internationaliste, qui vient d'être fondé par des trotskistes exclus de la Section française de l'Internationale ouvrière. Ils rejoignent ensuite, suivant les conseils de Léon Trotski aux militants français, le Parti socialiste ouvrier et paysan (PSOP) de Marceau Pivert, où il existe une tendance défendant des positions internationalistes. Elle est élue secrétaire de la 3e section parisienne de l'organisation de jeunesse du PSOP, la JSOP. 
Elle participe à la rédaction et la diffusion d'un journal polycopié fondé avec Barta, baptisé L'Ouvrier, qui connaît deux numéros, tous deux sortis le 15 janvier 1940,. Ce journal a une faible diffusion et circule au sein d'un petit groupe composé de jeunes de la JSOP,. La publication du journal est arrêtée à la suite de l'arrestation d'Irène. Elle est alors enfermée trois mois à la prison de la Roquette et libérée au moment de l'exode de mai-juin 1940,.
Au gré de ses rencontres faites avec Barta, se constitue un groupe trotskiste : le groupe Barta. Irène participe ensuite à la rédaction et à la diffusion du journal clandestin La Lutte de classe à partir d'octobre 1942. Le groupe Barta prend en 1944 le nom d'Union communiste. Elle s'occupe avec Barta de la direction politique du groupe. Le dernier numéro de La Lutte de classe paraît en 30 mars 1950, ce qui correspond aussi à la fin de l'Union communiste. 
Quelques années plus tard, Irène aide Pierre Bois et Robert Barcia à fonder Voix ouvrière. Elle aide à organiser le groupe ainsi qu'à dactylographier des bulletins tout en contribuant à l'élaboration de la politique de l'organisation. Elle est membre d'une cellule de Voix ouvrière jusqu'en 1966 puis reste proche de Lutte ouvrière jusqu'en 1972.
En réaction à la série d'attentats qui touchent la France en 1995, elle entreprend de diffuser les idées socialistes auprès des jeunes issus de l'immigration dans les quartiers populaires par l'intermédiaire d'un bulletin, Cinquième zone.
Elle est inhumée dans le carré communiste du cimetière du Père-Lachaise (division 97).